# 장방역
장방역(長芳驛)은 조선민주주의인민공화국에 있는 황해청년선과 배천선의 철도역이다. 이 역은 황해청년선에서 기점역과 71.0km 떨어진 곳에 있으며, 과거에는 토해선의 철도역이었다.